# Schloss Pilgersdorf

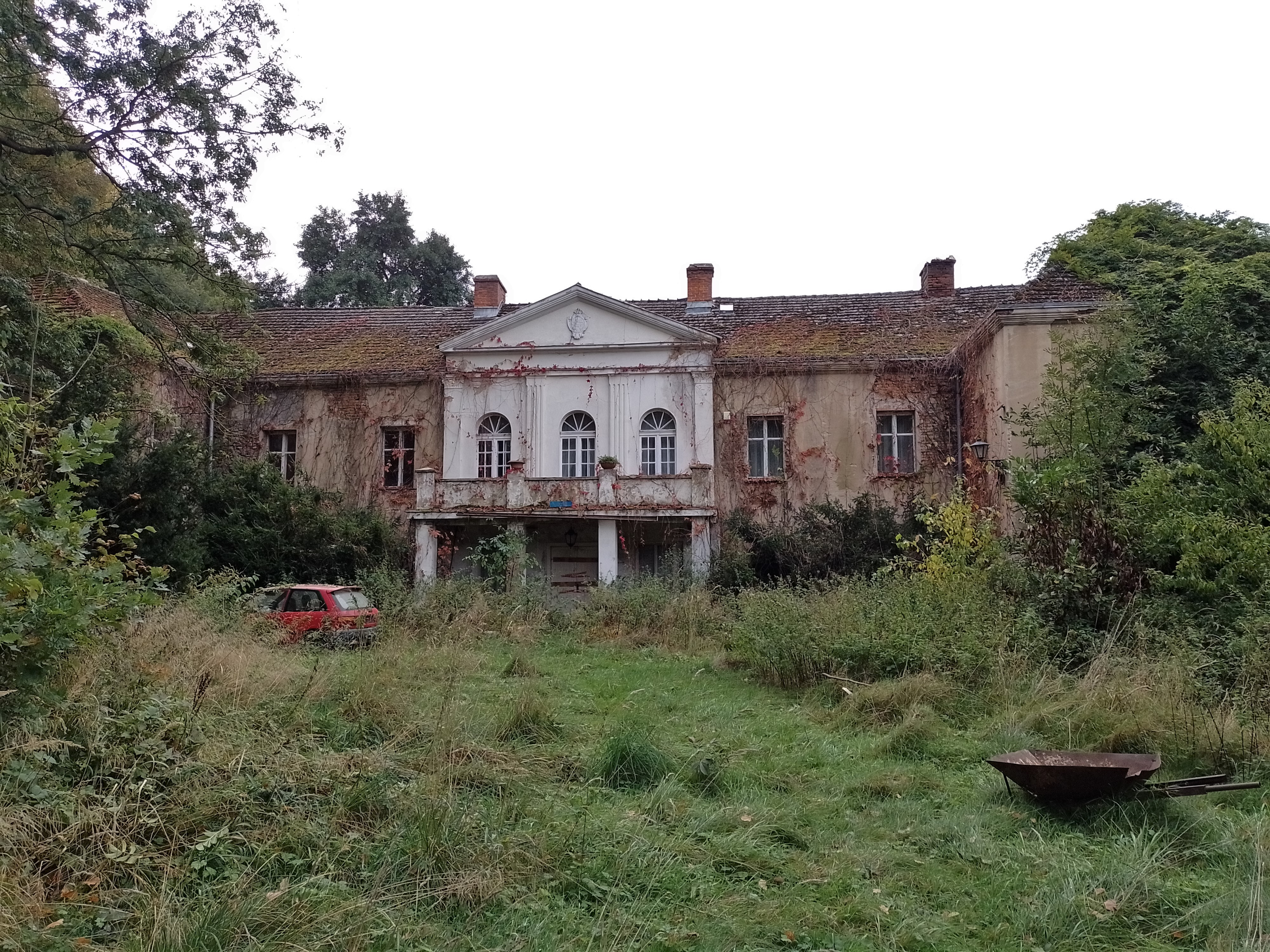
Schloss Pilgersdorf, Ostfassade (2021)

Das Schloss Pilgersdorf (poln. Pałac w Pielgrzymowie) ist eine Schlossanlage im oberschlesischen Ort Pielgrzymów (dt. Pilgersdorf) im Powiat Głubczycki (Kreis Leobschütz).

## Geschichte

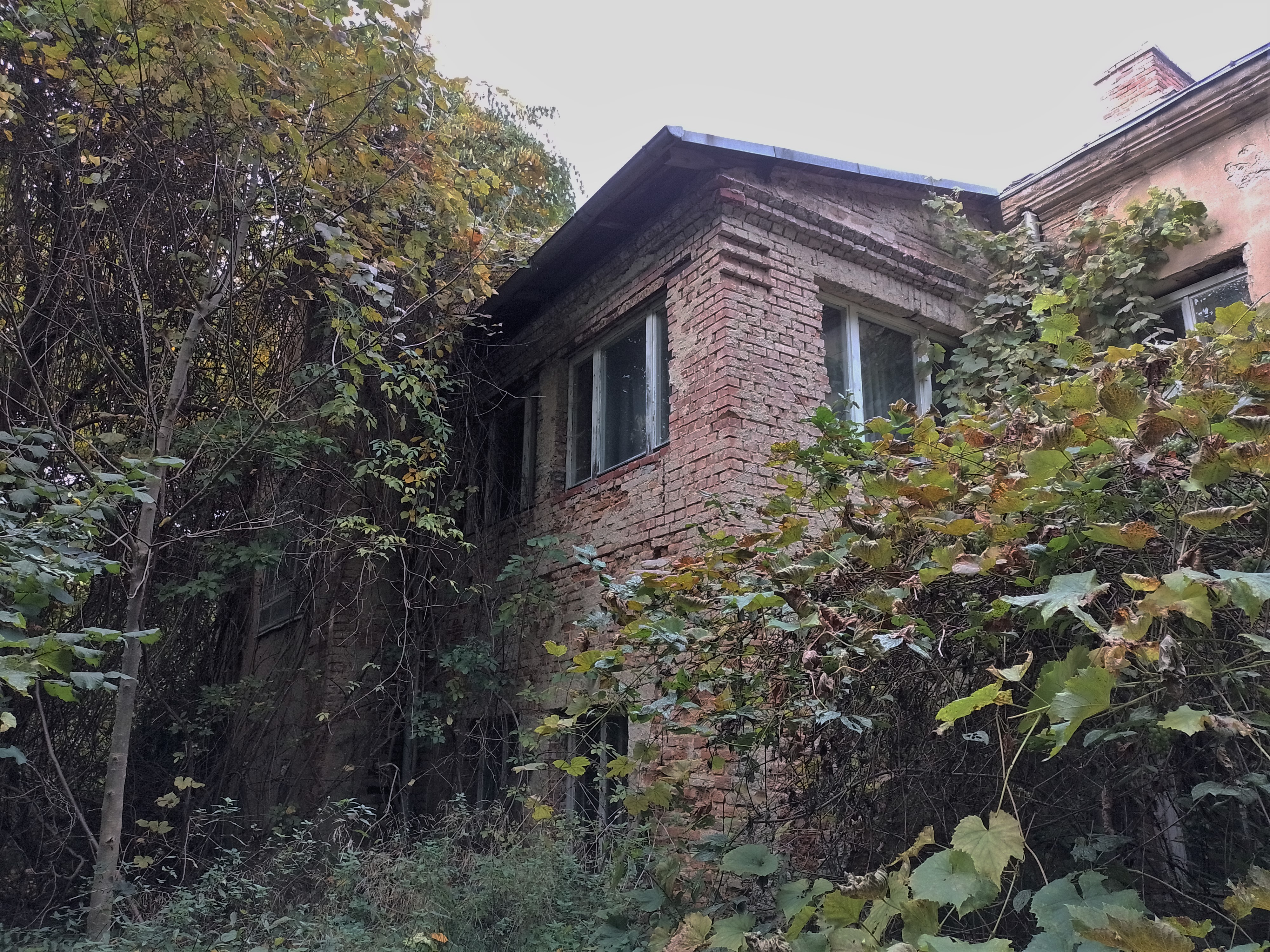
Westfassade

Das Schloss entstand in der zweiten Hälfte des 18. Jahrhunderts im barocken Stil. Zu Beginn des 19. Jahrhunderts wurde der Schlossbau erweitert und im Stil des Klassizismus umgebaut. Das Schloss war Sitz der Familie von Blumencron.
1958 wurde der Bau zu einem Mehrfamilienwohnhaus umgebaut. 1965 wurde der Schlossbau unter Denkmalschutz gestellt. Das Gebäude steht heute leer.

## Architektur
Das Schloss besitzt Architekturmerkmale des Barocks und des Klassizismus. Der zweigeschossige Schlossbau steht auf einem rechteckigen Grundriss. An der östlichen Hauptfassade besitzt der Bau hervortretende Seitenrisalite. Bedeckt ist das Schloss mit einem Walmdach. Die Fassadenmitte ist gegliedert durch Risalite mit Dreiecksgiebeln und einem vorgelagerten Balkon auf vier Pfosten. Umgeben ist die Schlossanlage von einer Steinmauer.  

## Schlosspark

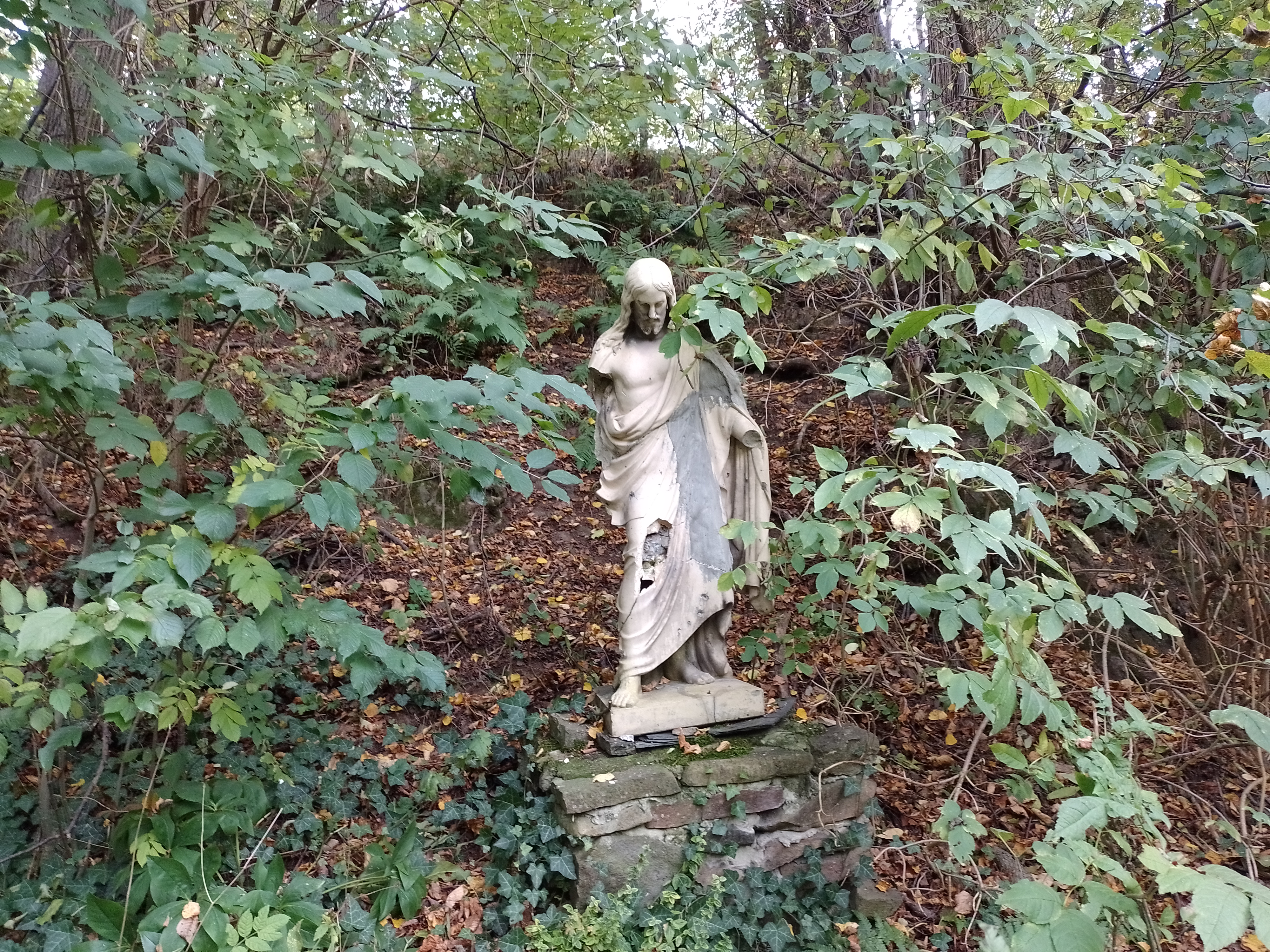
Schlosspark mit Jesusstatue

Direkt angrenzend an die östliche und südliche Seite befindet sich der Schlosspark, welcher die angrenzende Hangböschung mit einbezieht.  Dieser steht seit 1984 unter Denkmalschutz.